# Copa do Chile de Futebol de 2021
A Copa do Chile de Futebol de 2021, também conhecida comercialmente como Copa Chile EASY temporada 2021, foi a 41.ª edição da Copa do Chile, competição chilena de futebol organizada pela Federação de Futebol do Chile (FFC) (em castelhano:  Federación de Fútbol de Chile) e dirigida pela Associação Nacional do Futebol Profissional (ANFP) (em castelhano:  Asociación Nacional de Fútbol Profesional).
O torneio começou em 19 de junho e terminou em 4 de setembro. Participaram da disputa clubes da Primera A, Primera B e Segunda División, respectivamente, primeira, segunda e terceira divisão profissional do futebol chileno.
A COPA DO CHILE foi disputada no sistema eliminatório ("mata-mata") em 6 (seis) fases: primeira fase, segunda fase, oitavas de final, quartas de final, semifinal e final. Os confrontos da primeira fase e da final, foram em jogo único, enquanto as fases restantes, em jogos de ida e volta.
A competição foi vencida pelo Colo-Colo, que conquistou o seu décimo terceiro título da Copa do Chile, derrotando o Everton por 2–0 na gande decisão. Além do título, o clube assegurou vaga na CONMEBOL Libertadores de 2022 e na Supercopa do Chile de 2022.

## Premiação
| Copa Chile Easy 2021 Copa do Chile de Futebol de 2021  |
| ------------------------------------------------------ |
| Club Social y Deportivo Colo-Colo Campeão (13º título) |